# Walter Burkhard

Walter Burkhard

Walter Burkhard (* 19. August 1898 in Zürich; † 19. Februar 1968 ebenda) war von 1952 bis 1964 Leiter der technischen Abteilung des städtischen Tiefbauamtes von Zürich als Adjunkt des damaligen Stadtingenieurs Hermann Steiner.
In die gesamte Amtszeit von Walter Burkhard als Tiefbauingenieur der Stadt Zürich von 1927 bis 1964 fiel die Leitung zahlreicher größerer und umfangreicher Unternehmungen, die das Stadtbild von Zürich mitprägten. Zu erwähnen sind verschiedene Aus- und Umbauten im Zusammenhang mit der Schweizerischen Landesausstellung im Jahre 1939, die im Zeichen der Geistigen Landesverteidigung stand: Ausbau der Bellerivestrasse, des Bellevues, der Quaibrücke und der Seestrasse bis zur Stadtgrenze. Weiter zu erwähnen sind der Bau der Kläranlage an der Glatt, der Neubau der Dreikönigsbrücke, der Walchebrücke und der Verkehrswege im Gebiet des Bahnhofplatzes, des Centrals und des Limmatquais, der Bau des Bahnviaduktes über dem Sihlquai und der Ausbau des Leonhardplatzes, sowie die Verbreiterung der Bahnhofbrücke.
Walter Burkhard war während der Zeit des Aktivdienstes von 1939 bis 1945 als Oberstleutnant im Stab der 6. Division tätig. Von 1958 bis 1964 präsidierte er das Schiesskomitee des Eidgenössischen Schützenfestes in Zürich.